# Igor Prijić
Igor Prijić (Osijek, 30. rujna 1989.) hrvatski je nogometaš. Trenutačno nastupa za NK Vinogradar, igra na poziciji špice ili polušpice.

### Karijera
Prijić je svoju karijeru započeo u nogometnom klubu NK Osijek. Iako se tijekom cijele njegove karijere u mlađim uzrastima vidjelo da je riječ o klasnom igraču, nije se uspio prviše naigrati za seniorski sastav. 2006. je bio prvi strijelac 1. hrvatske juniorske lige. U sezoni 2009./10. trener Tomislav Steinbrückner je upravo u njemu vidio najjačeg napadačkog aduta, no zbog nekih nažalost ne nogometnih pitanja nikad nije dobio pravu priliku. Tada je krenula epizoda s traženjem pravog kluba gdje će se moći dokazati. Nakon kraćih epizoda u Pomorcu i Marsoniji u sezoni 2012./13. skrasio se u Sisku.

### Rane godine
Veliki talent koji je posjedovao onda 18-godišnji Igor donio mu je 2007. poziv u  mladu reprezentaciju do 18 godina. Svoj debi u Hrvatskoj reprezentaciji do 18 godina, imao je 22. svibnja 2007. godine u Orašju u prijateljskom srazu s vršnjacima iz BiH. Zbog veoma dobrih igara uslijedio mu je poziv za reprezentaciju do 19 godina za koju zabilježio 4 nastupa, postigavši 3 zgoditka. Igrao je na kvalifikacijskom turniru za EURO koji se je održavao u Slovačkoj. U skupini s Albanijom, Slovačkom i Njemačkom, zgoditke je postigao reprezentacijama Albanije i Njemačke koja je te godine bila izuzetno jaka. U njoj su igrali mnoga imena koja sada „haraju“ bundesligaškim travnjacima.

### Novi početak u Segesti
Na samom početku sezone zbog velikih problema s napadačima koje je imao tadašnji trener Segeste, Hrvoje Braović, vodstvo kluba odlučilo se je angažirati Igora Prijića. Tadašnji igrač Marsonije u Sisak je došao na mala vrata. Igor je za svoj novi klub debitirao 8. rujna 2012. protiv Udarnika iz Kuriloveca. Segesta je tu utakmicu izgubila rezultatom 1:3, ali je dobila nešto puno više. Dobila je skromonog dečka i vrhunskog nogometaša na kojem će temeljiti nadu za povratak u toliko priželjkivanu  Drugu ligu. Već u idućoj utakmici popularni Prija upisao se je u povijest hrvatskog nogometa. U susretu između Segeste i Dubrave odigrane 12. rujna 2012. Igor je postigao hat-trick. Tu ne bi bilo ništa čudno da ga nije postigao u vremenskom periodu od 3 minute i 45 sekundi. Prvi pogodak postigao već u desetoj sekundi susreta, a pet sekundi prije isteka prve minute stigao se već i drugi put upisati u strijelce! Hat-trick kompletirao prije nego što je istekla četvrta minuta susreta. Segesta je tako zahvaljujući golgeterskom genu tog napadača poniknulog u Gradskom vrtu već u samom startu osigurala pobjedu. Utakmica je završila pobjedom 4:1, a kao šlag tortu Prijić je dodao i asistenciju za četvrti pogodak Šesta. U cijeloj sezoni Igor je odigrao 28 utakmicu za Segestu (27 u 3. HNL - Sredite i jednu kup utakmicu) i zabio nevjerojatnih 37 pogodaka.

### Povratak u Segestu
Nakon dvije i pol godine izbivanja iz Siska, Igor se u zimu 2016. vraća u Segestu.

## Vanjske poveznice
- Igor Prijić na hnl-statistika.com
- Prijićev intervju nakon dolaska u Segestu  Arhivirana inačica izvorne stranice od 21. veljače 2014. (Wayback Machine)